# ウイリアム・オスラー

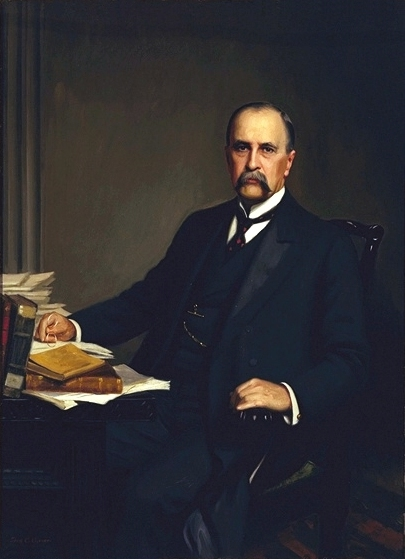
ウイリアム・オスラー

ウイリアム・オスラー（William Osler, 1849年7月12日 - 1919年12月29日）は、カナダ、オンタリオ州生まれの医学者、内科医。
マギル大学、ペンシルベニア大学、ジョンズ・ホプキンス大学、オックスフォード大学の教授を務め、カナダ、米国、英国の医学の発展に多大な貢献をした。また、医学教育にも熱意を傾け、今日の医学教育の基礎を築いた。イギリス、オクスフォードにて70歳で死去。

## 生涯
1849年7月12日、ボンドヘッドに聖三一教会の牧師の第8子として誕生。両親は英国人である。

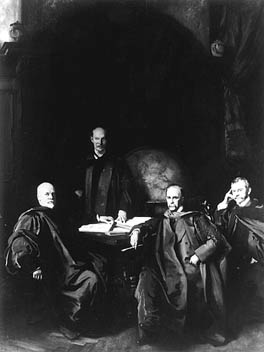
ジョンズ・ホプキンス病院の「ビッグ・フォー」と呼ばれた医師たち、 ウェルチ、 ハルステッド 、オスラー、ケリー（by John Singer Sargent）

オスラーは初め、トロント大学で聖職者を目指したが、のちに自然科学に対して強い関心を抱くようになり、ジェームズ・ボベル教授の勧めもあって医学へ転向した。トロント大学医学部に入学後マギル大学医学部に転学し、卒業後、英国・ドイツ・オーストリアなどへの留学中にきわめて広範な研究を行い、後の経歴の基礎を築いた。フィルヒョウの指導を受けたことでも知られる。1872年、マギル大学で医学士の学位を取得。
1875年、25歳の若さでマギル大学の生理学の教授に就任。1878年、モントリオール総合病院の医師に就任。1882年、カナダ王立協会に設立メンバーとして参加。1884年、ペンシルベニア大学の教授に就任。1888年にジョンズ・ホプキンズ大学の教授、翌1889年にはジョンズ・ホプキンズ病院の初代内科部長を拝命。1898年王立協会フェロー選出。1905年、オックスフォード大学の欽定教授に就任。1911年、準男爵に叙任。1917年、一人息子のリビアが西部戦線で戦死。1919年、胸膜炎から発した肺膿瘍のため死亡。
マギル大学図書館のオスラー医学歴史図書館にその名を残している。同図書館は、カナダで最も大きな医学歴史の図書館であり、世界で最も広い図書館の一つである。
死後の1926年には、ハーヴェイ・ウィリアムス・クッシングの記した『医学者 ウイリアム・オスラーの伝記』がピューリッツァー賞を受賞した。

## 業績
1874年、血小板の形態と機能を初めて記載した。それまでは、血小板は白血球または赤血球の前駆体と考えられていた。
肺炎や急性骨髄炎へのカッピング療法使用を推奨した。